# Cmentarz wojenny nr 328 – Niepołomice
Cmentarz wojenny nr 328 – Niepołomice – austriacki cmentarz wojenny z okresu I wojny światowej wybudowany przez Oddział Grobów Wojennych C. i K. Komendantury Wojskowej w Krakowie na terenie jego okręgu IX Bochnia.
Zaprojektowany przez nieznanego architekta jako pojedynczy grób na niepołomickim cmentarzu żydowskim. Pochowany został w nim austriacki żołnierz wyznania mojżeszowego, służący w 32 pułku piechoty Landsturmu Josef Austerweil.
Cmentarz został zdewastowany przez Niemców w czasie II wojny światowej, zniszczono wtedy większość macew. Położenie mogiły nie jest znane.